# 태평양국립대학교 사범대학

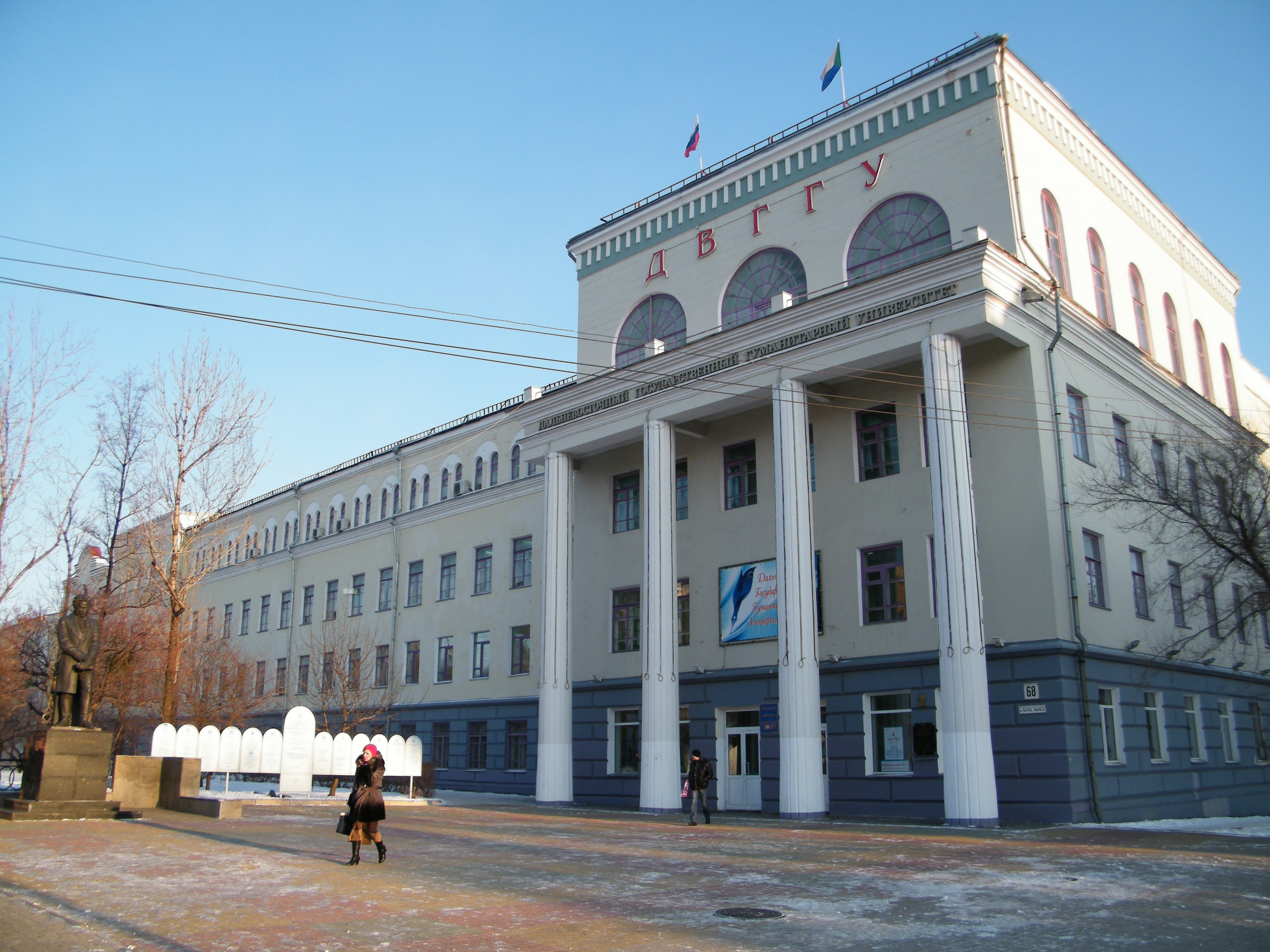

태평양국립대학교 사범대학(Педагогический институт Тихоокеанского государственного университета, Pedagogical Institute of Pacific National University)는 러시아 연방의 국립 종합대학교의 사범대학이다.

## 연혁
- 1934년, 하바롭스크 국립 사범대학 설립
- 1994년, 종합대학교로 인가를 받아 하바롭스크 국립 사범대학교로 개칭
- 2005년, 극동국립인문대학교로 개칭
- 2015년, 태평양국립대학교와 극동국립인문대학교가 통합하면서 태평양국립대학교 사범대학으로 구성